# Lê Hùng Dũng
Lê Hùng Dũng (sinh ngày 11 tháng 1 năm 1954 tại xã Tấn Mỹ, huyện Chợ Mới, tỉnh An Giang - mất ngày 17 tháng 6 năm 2022 tại Thành phố Hồ Chí Minh) là chủ tịch của Liên đoàn Bóng đá Việt Nam khóa VII, Phó Chủ tịch VFF khóa VI (nhiệm kỳ 2009-2013) và quyền chủ tịch VFF từ tháng 12 năm 2013. Ngoài ra, ông giữ chức vụ Chủ tịch HĐQT EximBank từ năm 2010.

## Quá trình hoạt động
Ông từng học và tốt nghiệp loại xuất sắc tại Trường Đại học Ngoại ngữ (nay là Trường Đại học Hà Nội), rồi ông đi du học qua bên Cộng hòa Séc và tốt nghiệp luôn cả Đại học Ngoại ngữ Praha. Sau khi về nước ông thi hệ văn bằng 2 Học viện Hành chính Quốc Gia với trình độ thạc sĩ sau khi ra trường và cả lớp bồi dưỡng nghiệp vụ của nhà trường. Từ năm 1986 đến năm 2003, ông Dũng làm Phó giám đốc nhà hàng Festival (Trung tâm Du lịch Thanh niên Việt Nam), Giám đốc trung tâm Du lịch Thanh niên Việt Nam, Chủ tịch công ty trách nhiệm hữu hạn một thành viên Du lịch Thanh niên Việt Nam. Từ tháng 8 năm 2003 đến 2010, ông là Chủ tịch Hội đồng Thành viên công ty Vàng bạc Đá quý Sài Gòn SJC.